# Aimar

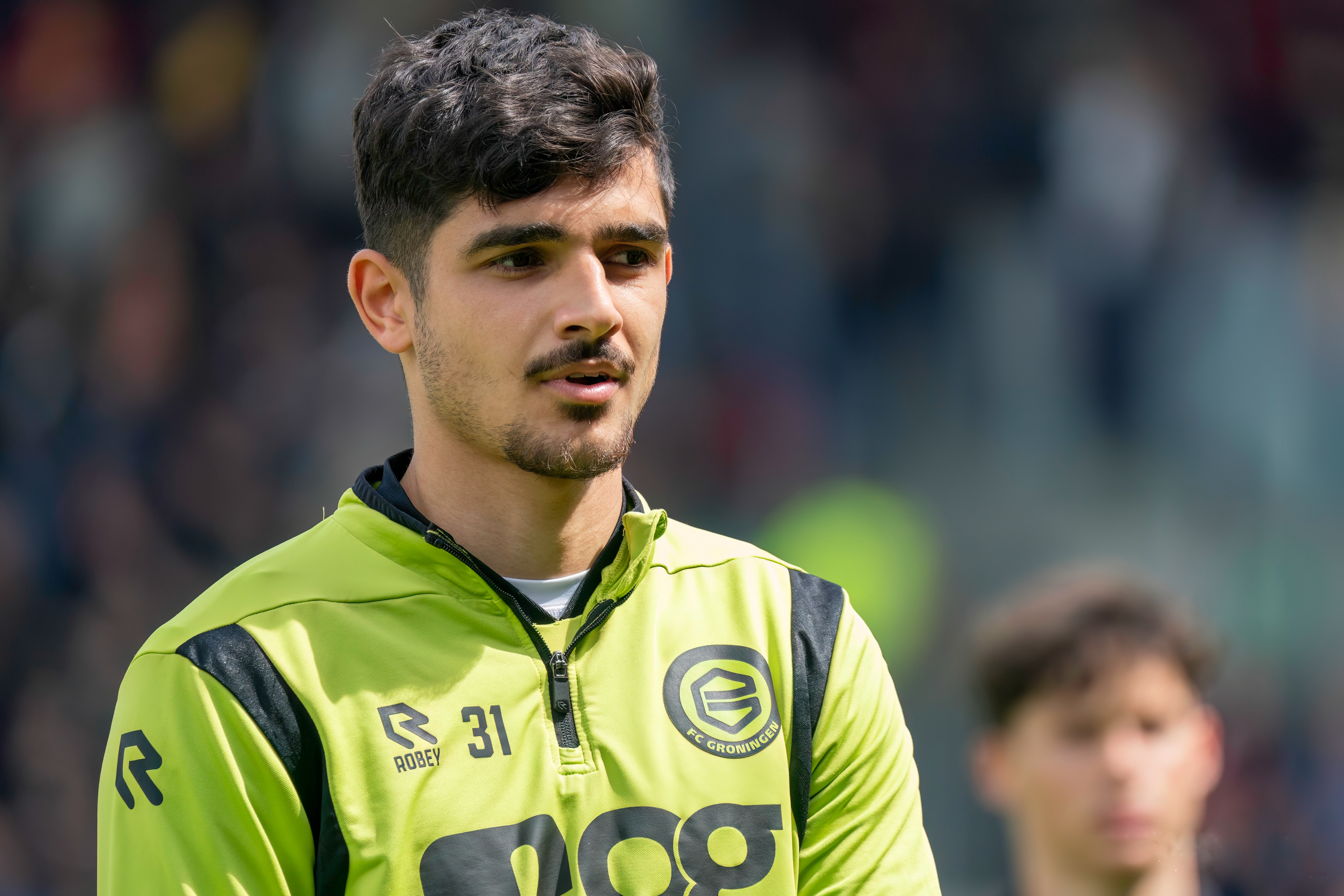
Aimar Sher, 2023.

Aimar är ett mansnamn med germanskt ursprung som är vanligt förekommande som förnamn i Baskien och Estland (ca 5 500 resp. 650 namnbärare). I Sverige och Finland heter ca 20 resp. 200 personer Aimar. Namnet förekommer också som efternamn, troligtvis som ett resultat av att namnet använts som fadersnamn.

## Etymologi
Namnet Aimar brukar förklaras som en frankisk form av det tyska namnet Agimar, uppbyggt av delarna agi-, en avledning från antingen age med betydelsen 'vördnad, fruktan' eller egg 'spets på vapen', och -mar med betydelsen 'berömd'. En alternativ teori är att förledet skulle komma från haim med betydelsen 'hem' och efterledet från hard med betydelsen 'hård'.
I Estland betraktas namnet som en av många varianter av det populära namnet Aivar, som lånats in från lettiskans Aivars, som i sin tur är en omstöpning av det nordiska namnet Ivar (med engelskt uttal och lettisk nominativändelse).

## Historia
Namnet Aimar förekom i Frankerriket enligt etymologierna ovan. Mot sydväst gränsade det Västfrankiska riket mot kungariket Navarra, där namnet återfinns i flera handskrifter från 1200-talet. Under Spaniens återgång till demokrati återupptogs namnet i regionerna Navarra och Baskien, där det allt sedan dess varit bland de vanligaste namnen för nyfödda pojkar.
I Norden introducerades namnet av Adam Oehlenschläger i pjäsen Røverborgen (1814), där en riddare från Rhônedalen heter Aimar. Namnet fick viss spridning, framför allt i Norge i början av 1900-talet. I Estland inlånades föregångaren till Aimar, namnet Aivar, under mellankrigstiden och populariserades runt mitten på 1900-talet.

## Personer som heterAimari förnamn
- Aimar Grønvold (1846-1926), norsk ämbetsman
- Aimar-Charles-Marie de Nicolaï (1747–1794), fransk författare
- Aimar Olaizola (född 1979), baskisk pelotaspelare
- Aimar Sagastibeltza (född 1984), baskisk fotbollsspelare
- Aimar Sher (född 2002), svensk-irakisk fotbollsspelare
- Aimar Sørenssen (1823–1908), norsk politiker
- Aimar Ventsel (född 1970), estnisk etnolog
- Haimar Zubeldia[13] (född 1977), baskisk cyklist

## Personer som heterAimari efternamn
- Carlos Aimar (född 1950), argentinsk fotbollsspelare
- Lucien Aimar (född 1941), fransk cyklist
- Pablo Aimar (född 1979), argentinsk fotbollsspelare

## Fiktiva personer med namnetAimar
- En av huvudpersonerna i Christian Leberecht Heynes bok Adelheid und Aimar (1800)
- Huvudpersonen i Adam Oehlenschlägers bok Røverborgen (1814)